# Культура Люксембургу
Культура Люксембургу — сукупність матеріальних та духовних цінностей, традицій Люксембургу. Загалом, культурне життя люксембуржців досить подібне до культурного життя населення сусідніх регіонів суміжних країн. Більшість громадян герцогства в тій чи іншій мірі володіють трьома мовами — люксембурзькою, що має статус національної і додатково французькою і німецькою. Хоча вклад країни у світову культуру мало відомий поза її межами, Люксембург має доволі багату культурну спадщину, особливо у музиці, живопису і мистецтві фотографії. Зростаюча кількість музеїв, концертних зал, театрів і галерей свідчать про відчутний інтерес громадян країни до культурного життя.

## Мистецтво

### Малярство і скульптура

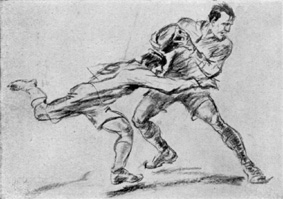
Жан Якобі. «Регбі» (1928)

Найважливішими художниками країни 19 століття були Жан-Батист Фрезе й Ніколя Льє, відомі, зокрема, своїми пейзажами міста Люксембург і його околиць. Ж.-Б. Фрезе також був автором портретів членів великокняжої сім'ї. Найвідомішими мистцями початку 20 століття були Жан Якобі, володар олімпійської золотої медалі у змаганнях з мистецтв, і Йозеф Куттер, автор пейзажів і портретів у стилі експресіонізм. Виконана у яскравих кольорах картина Й. Куттера «Люксембург», одна з двох його картин, що були виставлені у 1937 році на Всесвітній виставці у Парижі, показує його зрілий стиль як експресіоніста.
Іншими помітними художниками першої половини 20 століття були Домінік Ланг, Ніко Клопп, автор чудових пост-імпресіоністських пейзажів, центральним елементом яких є ландшафти вздовж річки Мозель, Состен Вайс, чиї численні акварелі з видами Люксембургу нагадують манеру англійського мистця Вільяма Тернера. Найбільший вклад у люксембурзький живопис після Другої світової війни зробили Еміль Кіршт (1913—1994, люксемб. Emile Kirscht), Мішель Стофель (1903—1963, люксемб. Michel Stoffel), Фоні Тіссен (1909—1975, люксемб. Foni Tissen) і Густ Грас (нар. 1924, люксемб. Gust Graas). Поміж скульпторів цього періоду найбільш відомим є автор абстрактних композицій Люсьєн Веркольє. Його роботи, виконані у бронзі й мармурі, можна побачити не тільки у різних куточках Люксембургу, але й за його межами.
Скульптор Клаус Сіто (1882—1965, люксемб. Claus Cito) також активно працював в середині 20 століття, він відомий перш за все як автор скульптури «Золота Жінка», що увінчує обеліск Монумента пам'яті, встановленого 1923 року у пам'ять про люксембуржців, які пішли у армію Союзників під час Першої світової війни.
Одним з найуспішніших художників початку 21 століття є Су-Мей Це (люксемб. Su-Mei Tse), уродженка Люксембургу напівкитайського походження. У 2003 році вона одержала приз «Золотий Лев» Венеціанського бієнале.
З 1893 року існує Художній гурток Люксембургу (фр. Cercle artistique de Luxembourg) — спілка художників, метою якої є підтримка мистецької діяльності і художньої освіти у Великому герцогстві Люксембург. З 1902 року організація щорічно присуджує «Приз великого герцога Адольфа» (люксемб. Prix Grand-Duc Adolphe) одному або кільком художникам, скульпторам і фотографам, роботи яких виставлялися у галереї «Salon Artistique» організації.

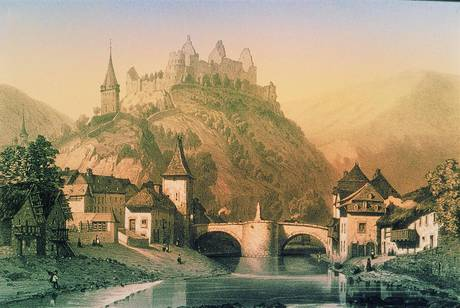
Жан-Батист Фрезе. «Віанден біля мосту», приблизно 1857.
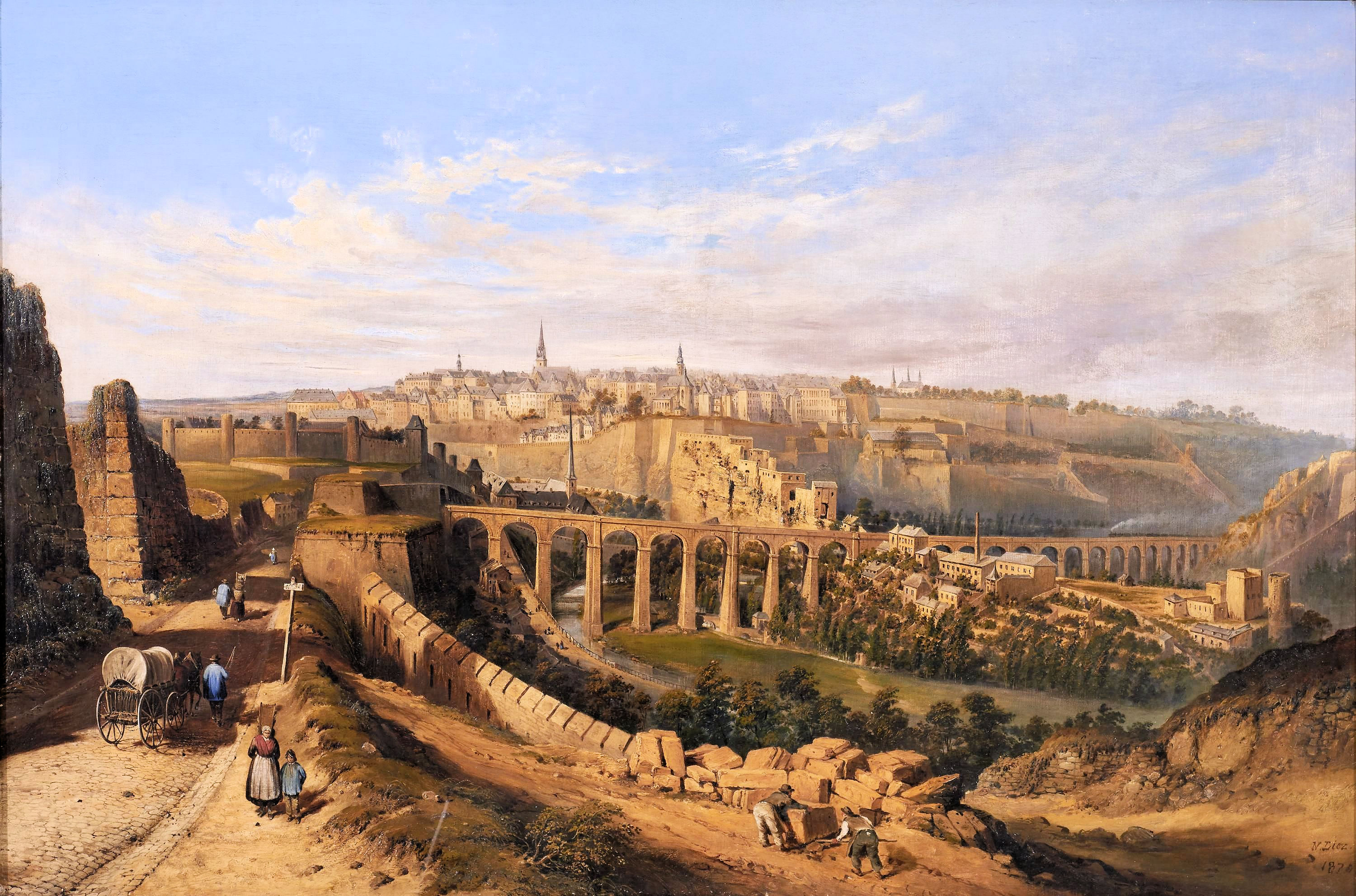
Ніколя Льє. «Вид на Люксембург з Фешенгофу», 1870.
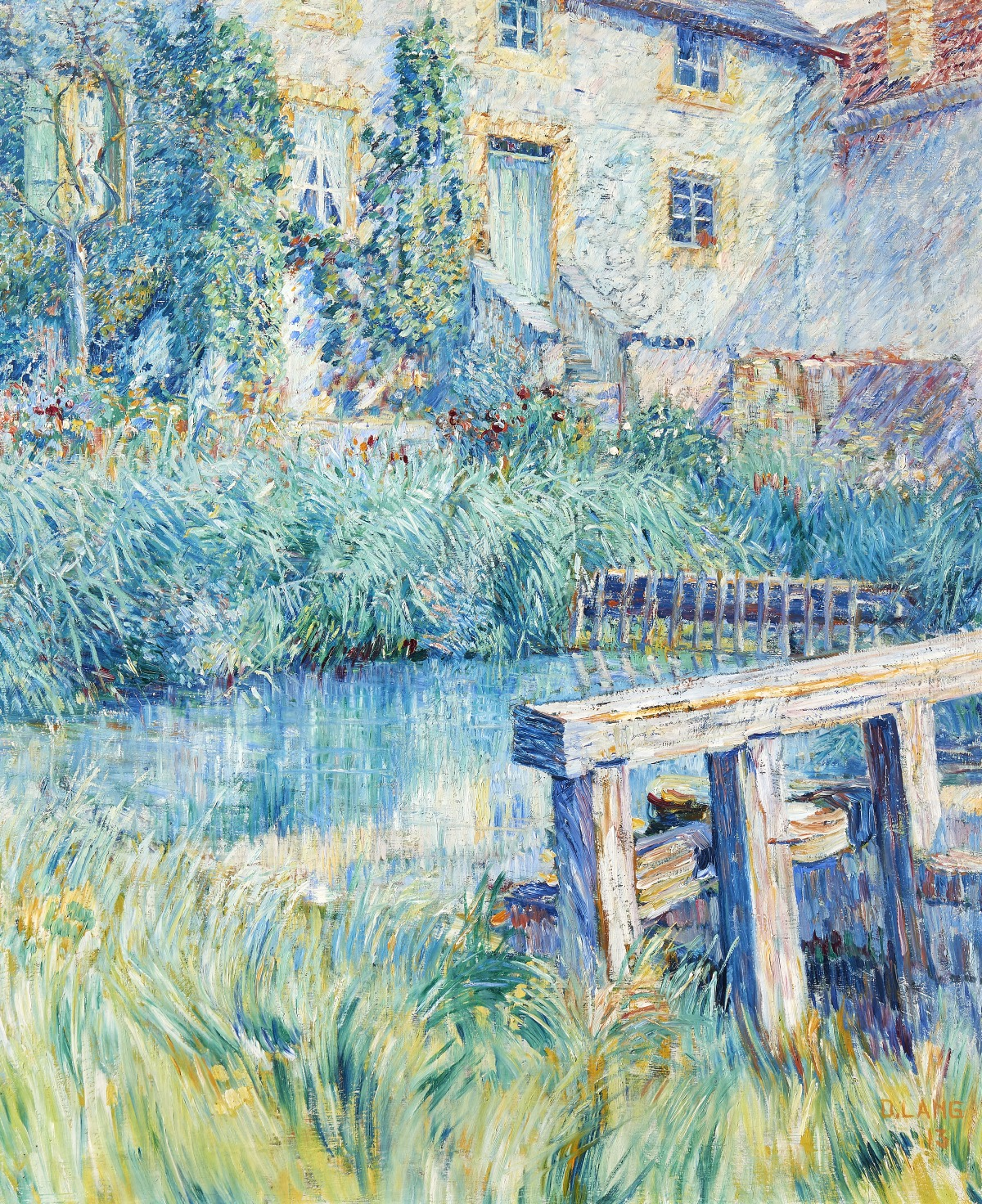
Доменік Ланг. «Загата», 1913.
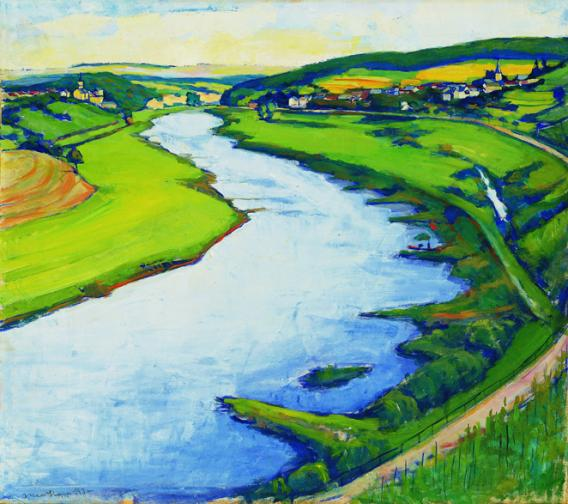
Ніко Клопп. «Закрут Мозеля у Грайвельданж з [видом на]  Штадтбредімю», 1930.

### Фотографія

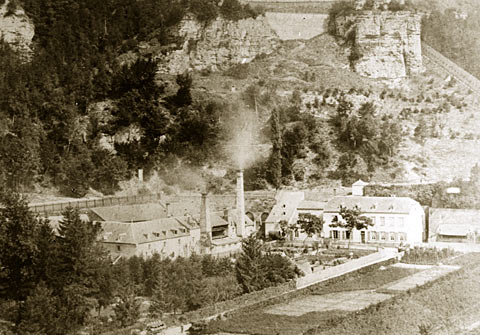
П'єр Брандебург. Фото броварні у Клюзен (район міста Люксембург). 1865

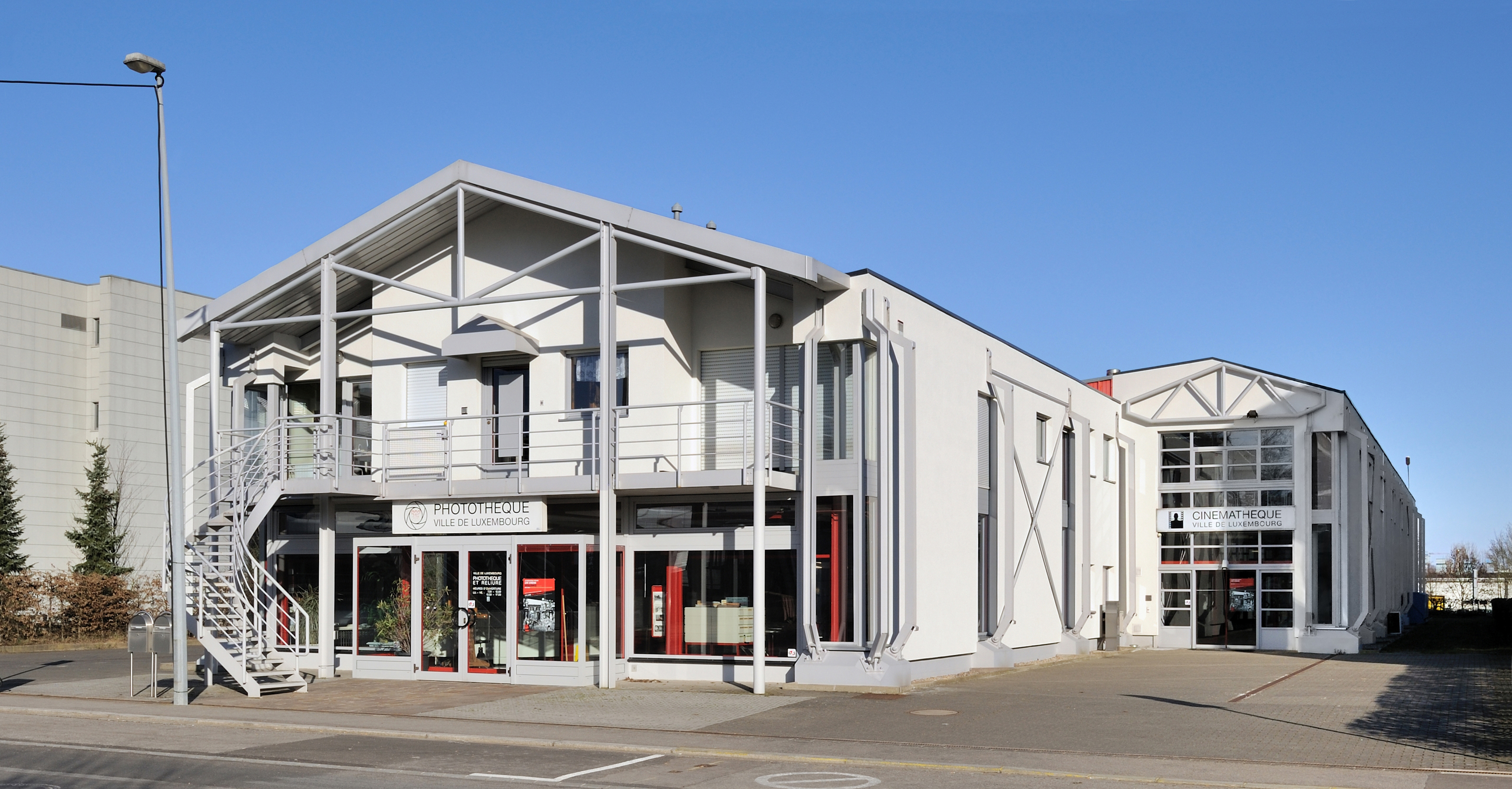
Фототека міста Люксембург (зібрання фотографій з видами міста Люксембург з 1855 року по теперішній час).

Фотографія посідає значне місце в культурі Люксембургу. Деякі уродженці країни зробили помітний вклад у розвиток фотографії. Одним з піонерів фотографії у Люксембурзі був художник Ніколя Льє.
Першу фотомайстерню у місті Люксембург відкрив маляр Петер (П'єр) Брандебург (1824—1878, люксемб. Peter Brandebourg). Він був непоганим художником, але мало заробляв цією працею. Це, зокрема, спонукало його відкрити фотомайстерню. Його фото мали успіх. Більшість його фоторобіт й живопису перебувають у приватній власності, окремі фотороботи зберігаються у фототеці у місті Люксембург.
Успішним фотографом, що робив фотографічні портрети й пейзажі, був Шарль Бернгофт (1859—1933, люксемб. Charles Bernhoeft), фотограф люксембурзького двору. Ним були видані чудові фотоальбоми, ілюстровані карти та кілька серій поштових листівок з видами Люксембургу, що мали попит у туристів. Бернгофт мав власну фірму «Editions photographiques Bernhoeft». Він також був вдалим винахідником, який працював над вдосконаленням фотообладнання. Зокрема, він розробив фотоспалах, який дав змогу йому зменшити час експозиції й, відтак, покращити якість фото малих дітей, яких важко примусити позувати тривалий час.
Уродженцем Люксембургу був французький фізик Габрієль Ліппман, один з піонерів кольорової фотографії, лауреат Нобелівської премії «за створення методу фотографічного відтворення кольорів на основі явища інтерференції». У трирічному віці він з батьками виїхав до Франції.
В Люксембурзі народився художник і фотограф Едвард Стайхен. Він виріс і працював у США, однак, будучи після Другої світової війни менеджером фотографічного відділку Музею сучасного мистецтва в Нью-Йорку, зробив внесок і у культурне життя Люксембургу. 1964 року місцем постійної експозиції фотовиставки «Рід людський», що об'їздила весь світ, він зробив місто Клерво у Люксембургу. 1967 року за його участі США провели у Люксембургу іншу фотовиставку — «Гірькі роки».
Відомий своїми фото міста Люксембург фотограф-аматор, дантист за професією, Баті Фішер (люксемб. Batty Fischer). Зроблена ним з кінця 19 століття по 1950-ті роки колекція фото з видами Люксембургу містить близько 10000 фото і відображає розвиток міста протягом більш ніж 50 років.

### Література

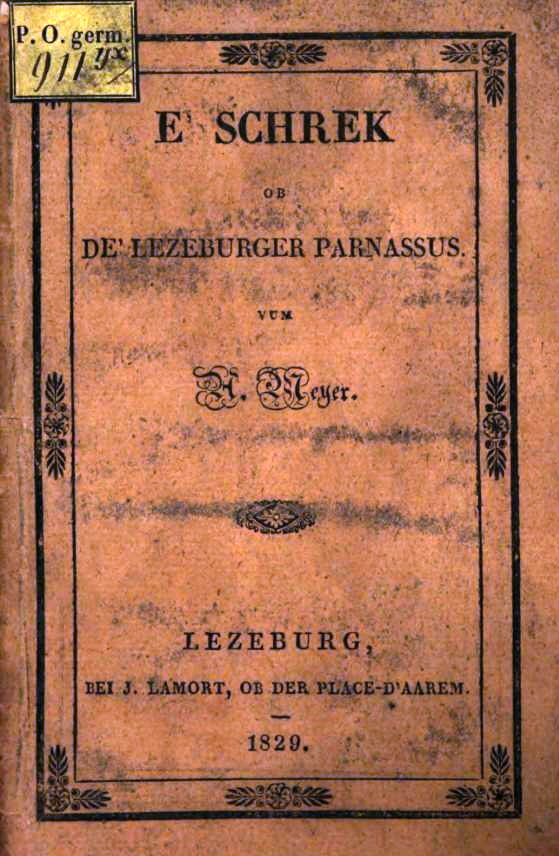
«Сходження на люксембурзький парнас» — перша книжка, видана люксембурзькою мовою. 1829 рік.

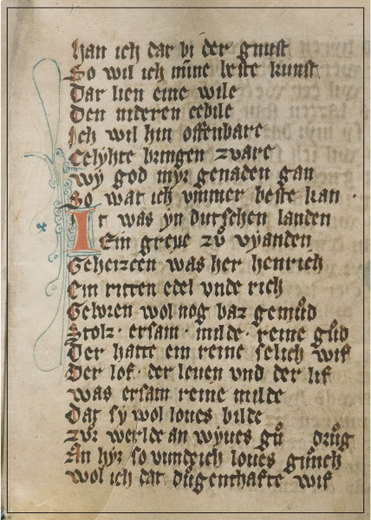
Марієнтальський кодекс. 14 століття.

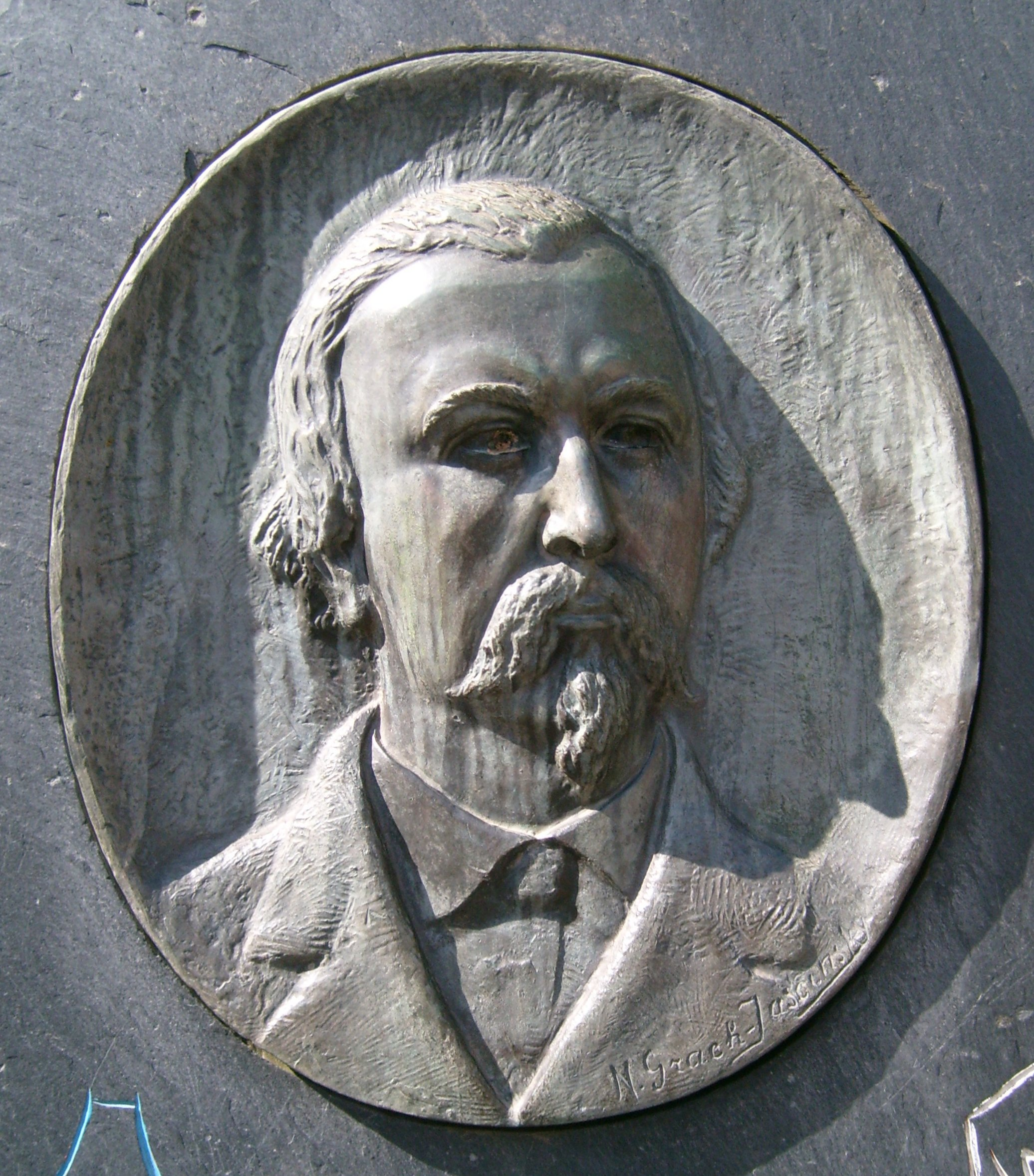
Едмон де ля Фонтен.
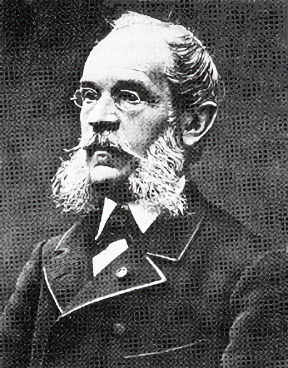
Мішель Ленц.
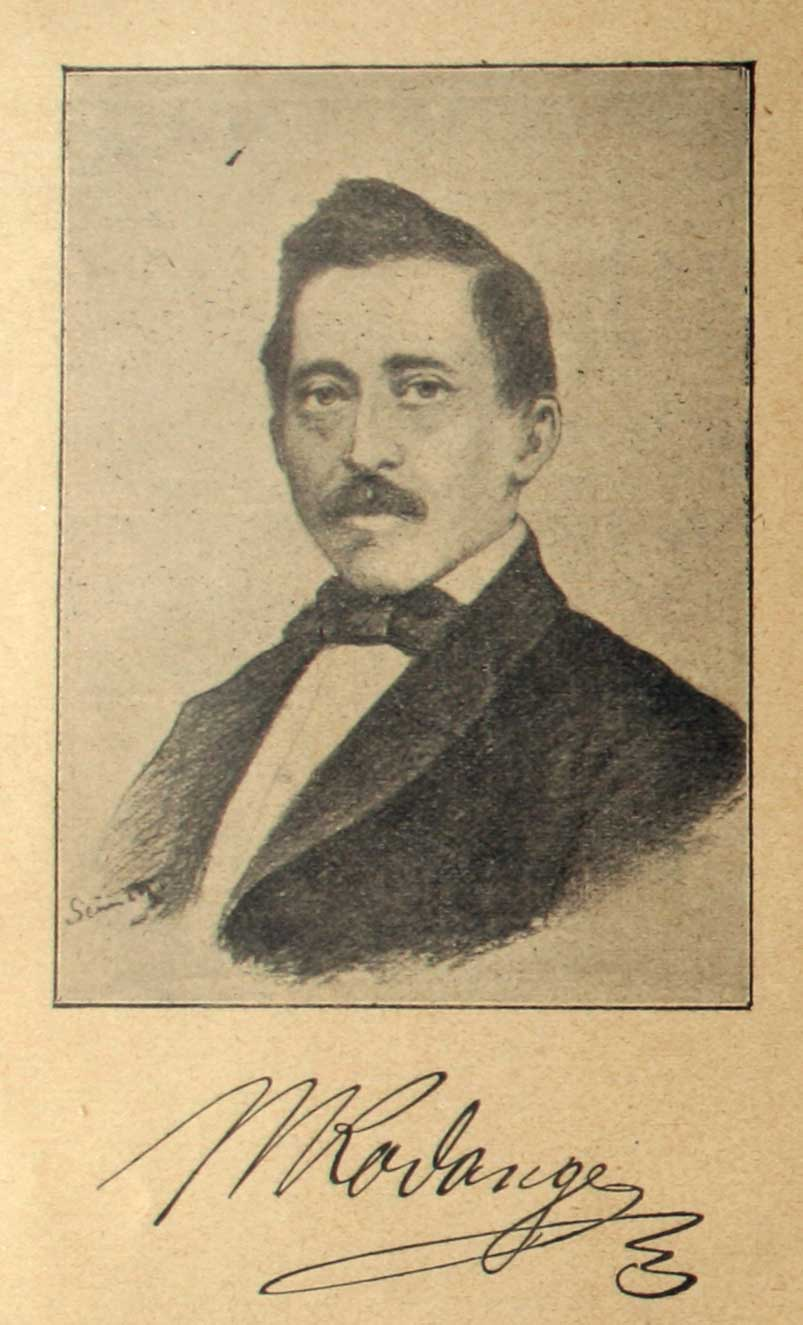
Мішель Роданж.

### Архітектура
На території Люксембургу знайдено пам'ятки первісної культури (дольмени, кераміку), художні вироби кельтів, від римських часів — залишки терм, таборів і башт, барельєфи й мозаїки. За часів середньовіччя були споруджені у романському стилі капела замку Віанден і церква Санкт-Віллібрордус в Ехтернаху (початок 11 століття), церкви у готичному стилі, багато оздоблені скульптурою (14—16 століття). В 2-й половині 16 століття в ряді споруд з'явилися риси Ренесансу, в 17 столітті — бароко (замки: Вітранж, 1610; Вільц, 1631, та інші), в 19 столітті — класицизму, пізніше — еклектики. Серед споруд архітектури 20 століття — Будинок радіо (1937—52) та Національний театр (1962 —66, французький архітектор А. Бурбоне), сучасної архітектури — Люксембурзької філармонії, Музей сучасного мистецтва, будинок Європейського інвестиційного банку в Люксембурзі та інші.
Старовинні квартали і укріплення міста Люксембург занесено до списку Світової спадщини ЮНЕСКО.

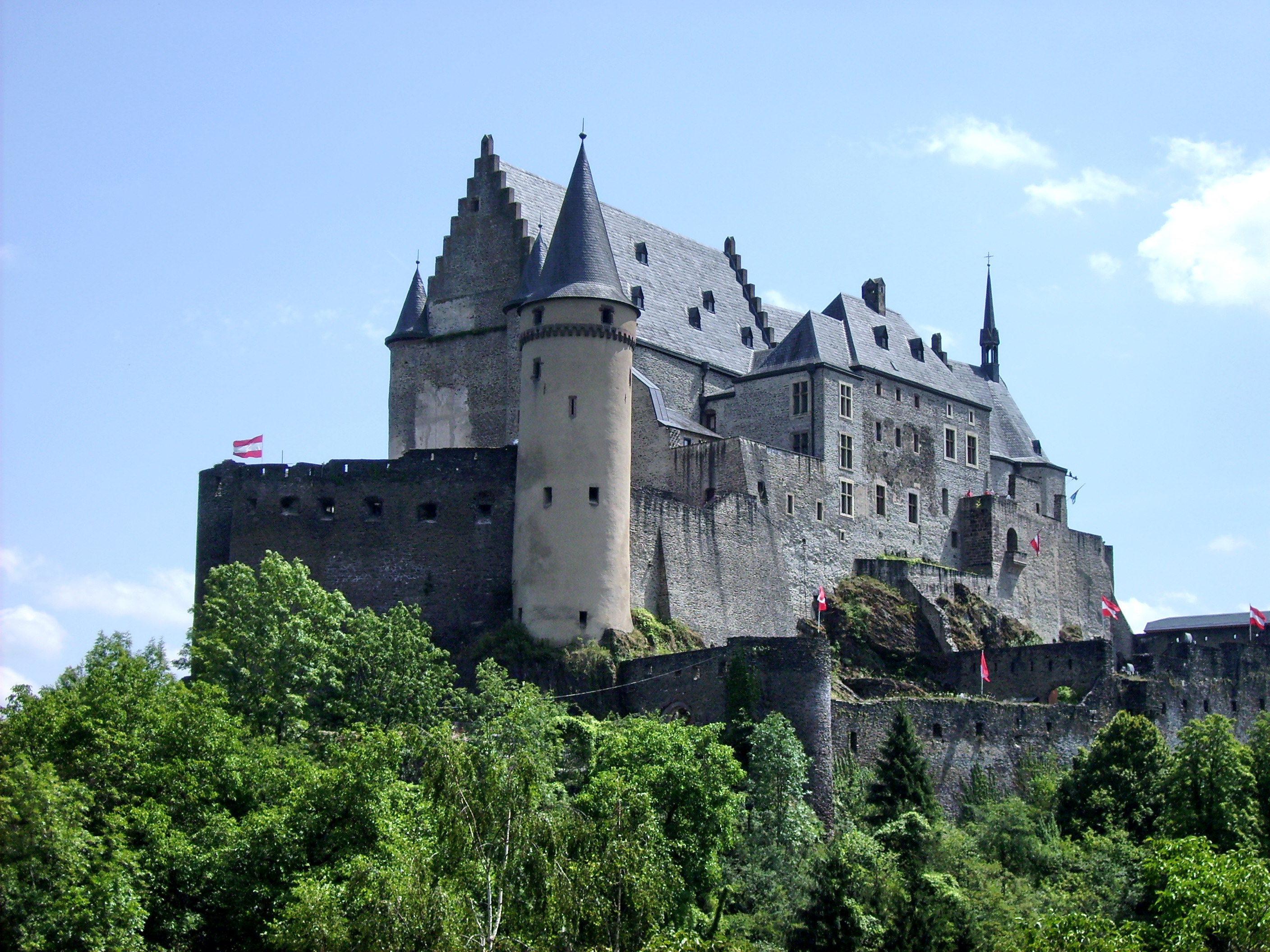
Замок Віанден.
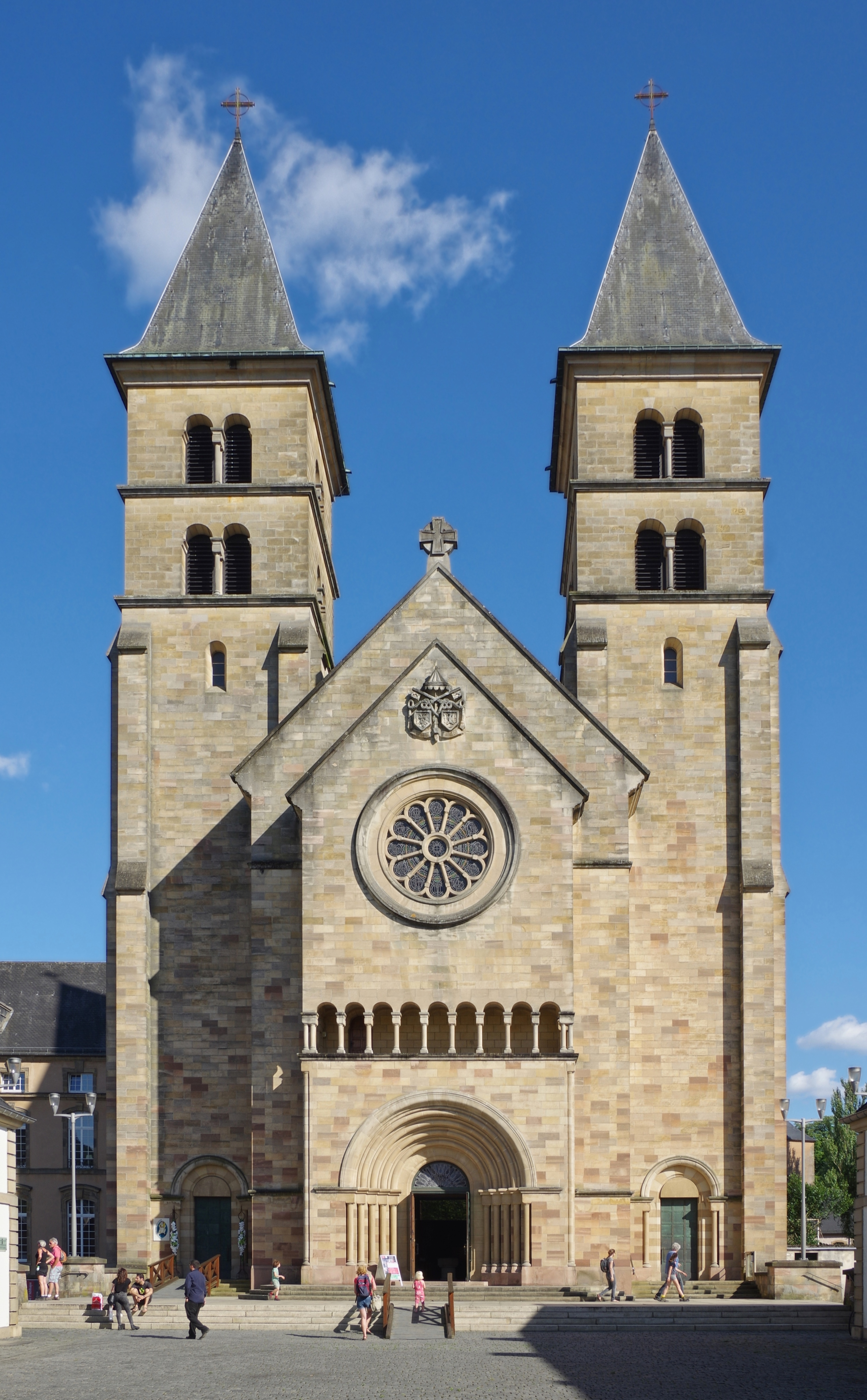
Базиліка у Ехтернаху.

### Музика

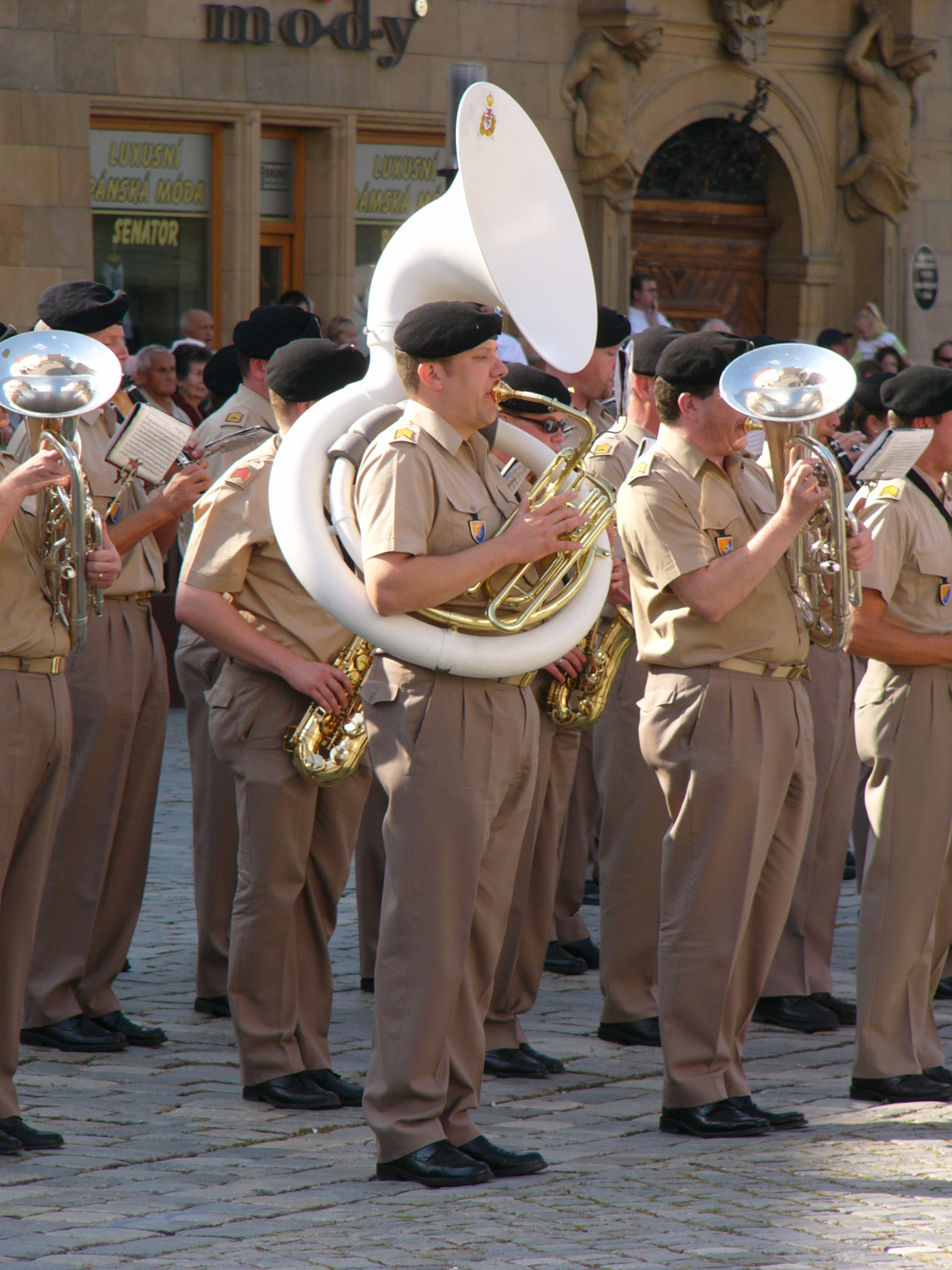
Люксембурзький військовий оркестр.

Музика є важливою складовою частиною культурного життя Люксембургу. Престижний новий концертний зал Філармонії забезпечує відмінне місце для проведення оркестрових концертів, у театрах популярні опери. Рок, поп і джаз також популярні, в країні є кілька місцевих успішних виконавців у цих напрямках. Широкий загальний інтерес до музики і музичної діяльності в Люксембурзі можна побачити з числа членів Спілки великого герцога Адольфа, національної музичної федерації хорових товариств, духових оркестрів, музичних шкіл, театральних товариств, фольклорних асоціацій і інструментальних груп. Близько 340 музичних груп і колективів з більш ніж 17 000 індивідуальних членів в даний час є членами спілки.
Один з найдавніших записів музичного твору в Люксембурзі — рукопис Officium Sancti Willibrordi, зроблений у абатстві Ехтернах, — відносться приблизно до 900 року.
1842 року було створено Люксембурзький військовий оркестор. У 1852 році у містечку Еттельбрюк місцевим піаністом Віктором Мюллердофом було засновано Філорманічне товариство (фр. Société philharmonique).

### Кінематограф
Кіноіндустрія Люксембургу розвинена досить слабко, що не дивно для країни з населенням біля 450000 чоловік. Тим не менш, багато кінофільмів було створено в Люксембурзі або за його участю як люксембурзькими, так і кінематографістами інших країн.

## Культурні заклади

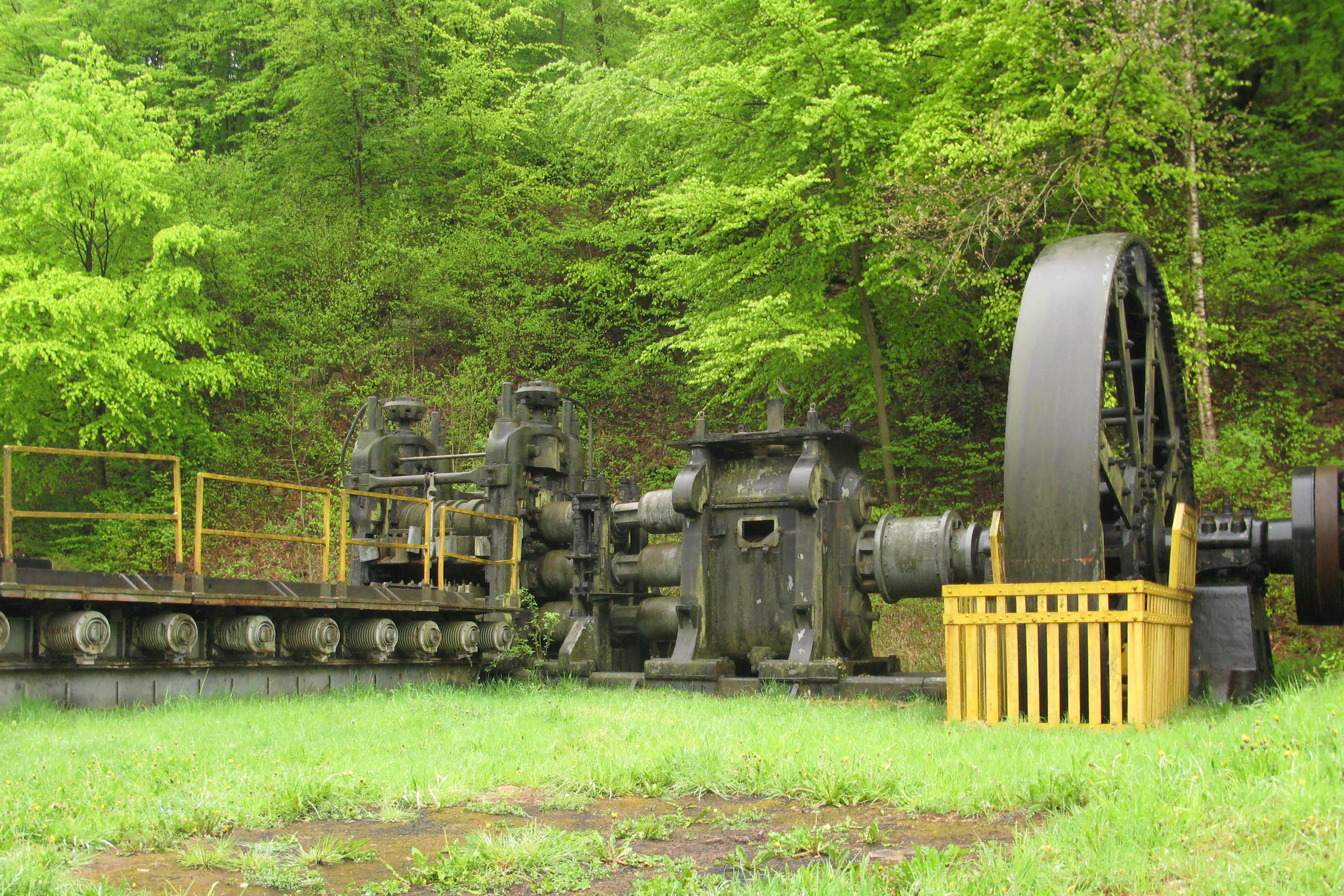
Один з експонатів (прокатний стан) музею «Промислово-залізничний парк Фонд-де-Грас», що біля містечка Роданж.

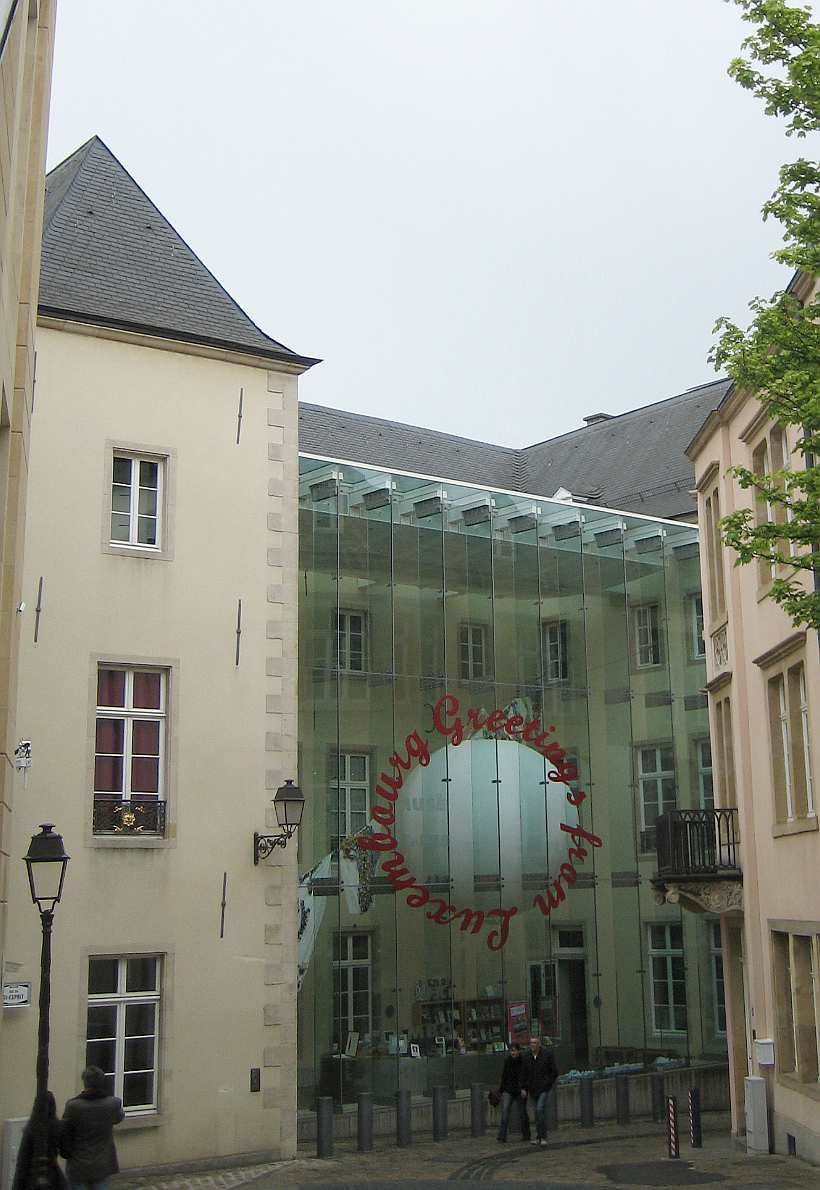
Історичний музей міста Люксембург.

### Музеї
У Люксембурзі налічується понад 50 великих і невеличких музеїв та музейних установ, в тому числі є музеї просто неба. Найважливішими музеями країни є Національний музей історії та мистецтва, Державний музей національної історії, Історичний музей у місті Люксембург, Музей сучасного мистецтва імені Великого герцога Жана.

### Галереї
У місті Люксембург є картинна галерея.

### Бібліотеки
У місті Люксембурзі є Національна бібліотека (заснована 1798 року) з понад 750 тис. томів.

## Кухня
Кухня Люксембургу протягом багатьох років зазнавала впливу з боку сусідніх Франції, Німеччини та Бельгії, причому вплив французької кухні є більшим. У другій половині 20 століття перелік страв поповнився від численних італійських і португальських іммігрантів.
Люксембурзька кухня має багато страв. Серед них випічка, сир і свіжа річкова риба (пструг струмковий, щука) та раки, арденська вуджена шинка, дичина під час мисливського сезону (наприклад, заєць і дикий кабан), невеликі сливові пироги в вересні (Quetschentaart), копчений свинячий ошийок з кінськими бобами (Judd mat Gaardebounen), смажені невеликий річкової риби (такі як лящ, головень, піскар, плітка, краснопірка), фрикадельки з печінки з квашеною капустою і вареною картоплею, кров'яна ковбаса (Träipen), сосиски з картопляним пюре і хріном, суп з квасолею (Bouneschlupp).

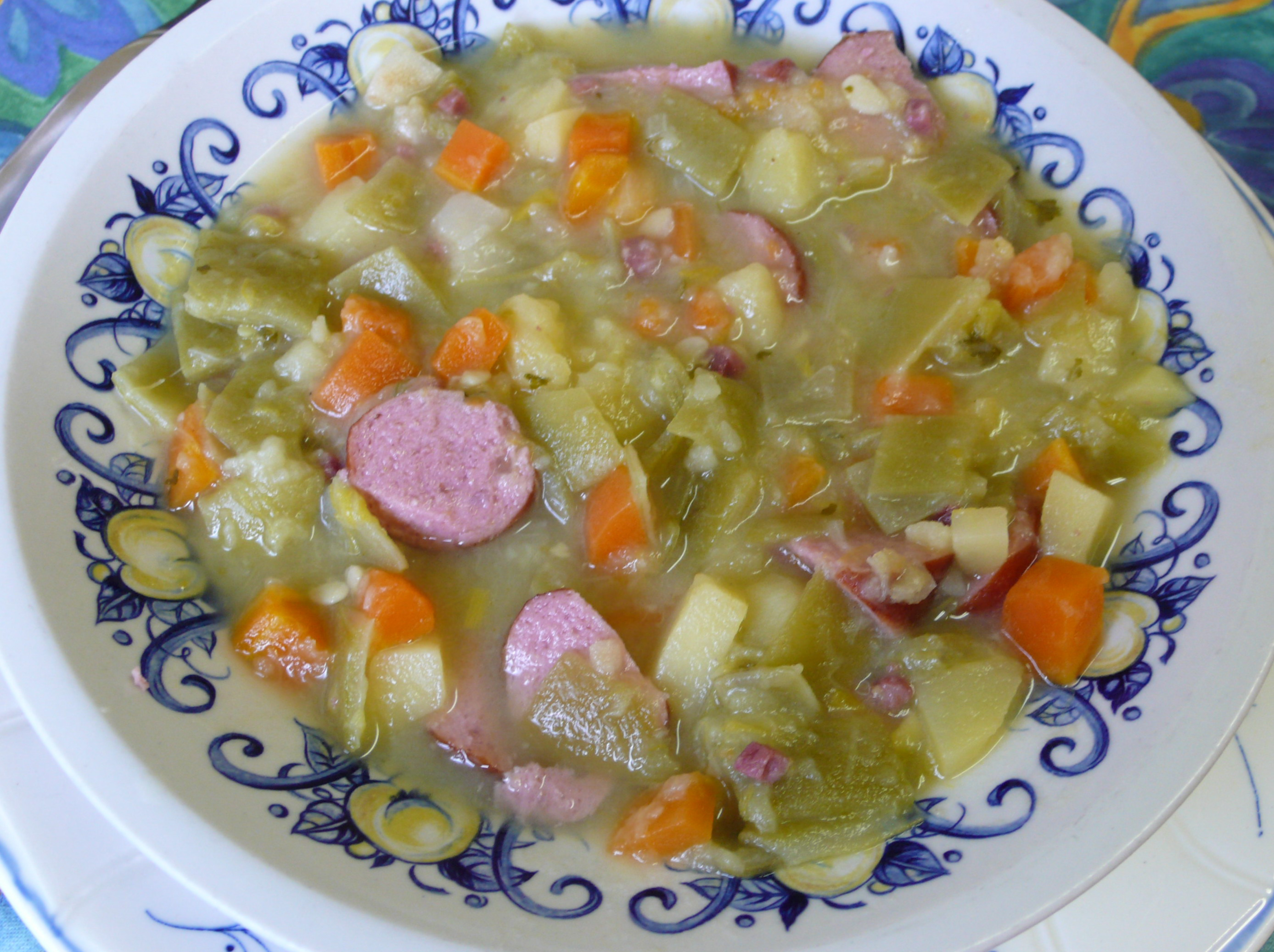
Bouneschlupp - суп з квасолею.
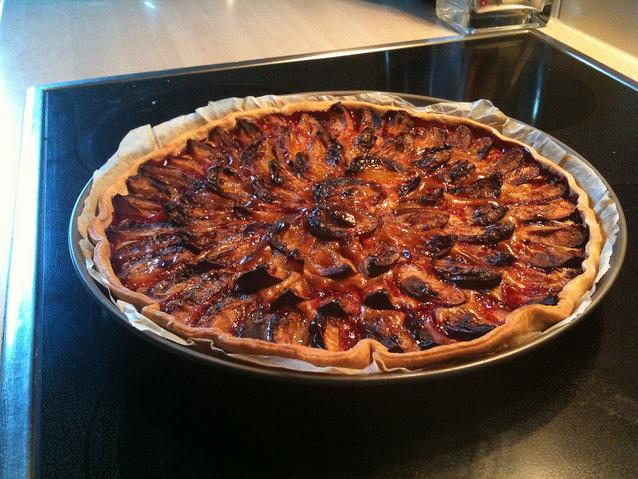
Quetschentaart - тарт (пиріг) з терносливи.

### Алкоголь

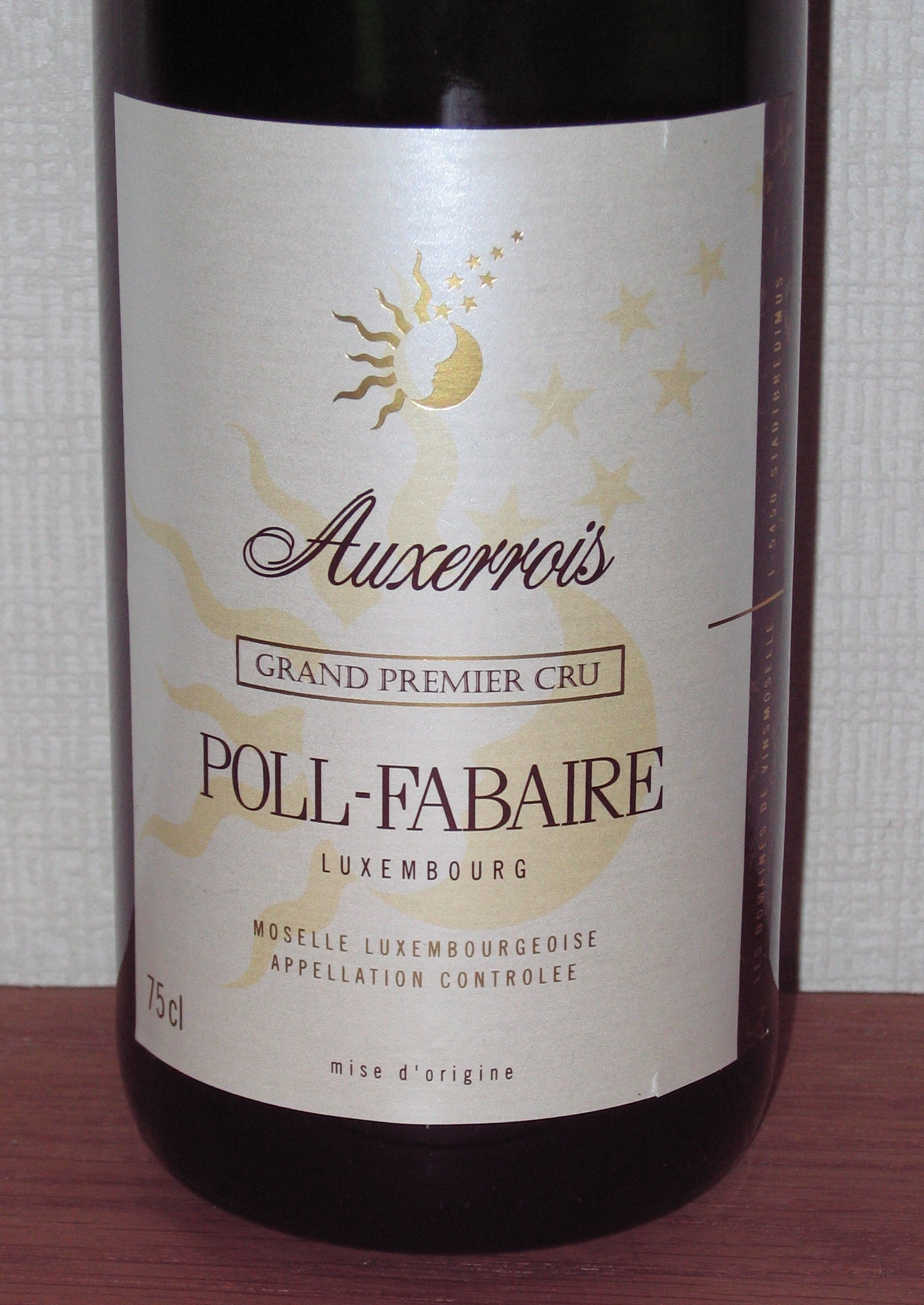
Вино люксембурзького виробництва.

В Люксембурзі виробляється низка білих і ігристих вин з винограду, що вирощується на півдні країни, вздовж північного берега річки Мозель. Історія виноробства на території Люксембургу сягає часів панування тут Риму. Люксембург відомий кількома різними видами вина, включаючи Рислінг, Піно Грі, Піно Нуар, Піно Блан, Auxerrois blanc, Ґевюрцтрамінер і Креман де Люксембург та іншими. Автентичне Люксембурзьке вино можна визначити за Національною Маркою.
Люксембург має значну кількість броварень, не дивлячись на його крихітний розмір. Імпортне пиво, однак, все більше і більше набирає контроль над ринком пива в Люксембурзі. Проте деякі сорти пива в даний час ще виробляються в Люксембурзі.

## Спорт

### Футбол
Футбол є найпопулярнішим видом спорту у Люксембурзі. Причому найбільш він популярний на півдні країни, де знаходяться найсильніші команди національного дивізіону. Контроль і управління футболом в країні здійснює Федерація футболу Люксембургу, що є членом ФІФА і УЄФА.
Люксембург був однією з перших країн, де почали грати у футбол. Національний футбольний дивізіон Люксембургу був заснований 1913 року, а перша гра між командами відбулась 1911 року.
Найрезультативнішою футбольною командою за всю історію є «Женесс» (Еш), з 2000 року найчастіше (на 2015) чемпіоном ставала команда «Ф91 Дюделанж».

### Крикет
Крикет не популярний серед люксембуржців, однак в нього грають вихідці з Великої Британії, яких у місті Люксембург і його околицях проживає близько 1800 осіб. Команда «Оптиміст» з комуни Вальферданж є лідером і грає у бельгійському чемпіонаті.

## Виноски
1. ↑  Georgette Bisdorff, «Joseph Kutter». // Ons stad [Архівовано 13 вересня 2016 у Wayback Machine.], No 73, 2003, p. 36. (фр.)
2. ↑  Georgette Bisdorff. «Sosthène Weis». // Ons stad, No 66, 2001. P. 34-35. на сайті http://onsstad.vdl.lu [Архівовано 24 липня 2014 у Wayback Machine.] (фр.)
3. 1 2  Art and Culture in Luxembourg. Сайт http://www.eu2005.lu/en/index.html. Luxembourg Government. 26-01-2005. Архів оригіналу за 24-09-2015. Процитовано березень 2016. {{cite web}}: Зовнішнє посилання в |work= (довідка) (фр.)
4. 1 2  Люксембург. // Українська радянська енциклопедія : у 12 т. / гол. ред. М. П. Бажан ; редкол.: О. К. Антонов та ін. — 2-ге вид. — К. : Головна редакція УРЕ, 1974–1985.
5. ↑  «Wercollier, Lucien», Luxemburger Lexikon, Editions Guy Binsfeld, 2006. (нім.)
6. ↑  Georgette Bisdorff, «Claus Cito, der Bildhauer aus Bascharage» [Архівовано 23 серпня 2011 у Wayback Machine.], Ons stad No 60, 1999. Retrieved 31 January 2011.
7. ↑  Georgette Bisdorff, «Nicolas Liez» [Архівовано 3 березня 2016 у Wayback Machine.], Ons stad, No 62, 1999. (фр.)
8. 1 2  Christian Mosar, «Exposition Charles Bernhoeft» [Архівовано 15 березня 2012 у Wayback Machine.]. Forum 254, March 2006. (фр.) Retrieved 23 November 2010.
9. ↑  Georges Hausemer, «About… Literature in Luxembourg» [Архівовано 3 березня 2016 у Wayback Machine.], Press and Information Service of the Luxembourg government, March 2004, ISBN 2-87999-020-3. Retrieved 3 February 2011.
10. ↑  «Fontaine, Edmond (Lucien Irvin) de la», Luxemburger Lexikon, Editions Guy Binsfeld, 2006. (нім.)
11. ↑  Sylvie Kremer-Schmit, «Batty Weber» [Архівовано 23 серпня 2011 у Wayback Machine.], Ons stad, No 35, 1990. (нім.)
12. ↑  «Weber, Batty (Jean-Baptiste)», Luxemburger Lexikon, Editions Guy Binsfeld, Luxembourg, 2006. (нім.)
13. ↑  Claire Soriano, «Batty Weber» [Архівовано 27 березня 2016 у Wayback Machine.], Institut européen des itinéraires culturels. (фр.) Retrieved 2 February 2010.
14. ↑  «Jean Portante» [Архівовано 25 липня 2011 у Wayback Machine.], Transcript 26/27. Retrieved 2 February 2011.
15. ↑  R. Muller, «Les débuts de la littérature luxembourgophone» [Архівовано 19 березня 2012 у Wayback Machine.], Projet " Formatioun Lëtzebuergesch: ULG — Campus d'Arlon, 17 February 2007. (фр.) Retrieved 3 February 2011.
16. ↑  «Union Grand-Duc Adolphe», Luxemburger Lexikon, Editions Guy Binsfeld, Luxembourg, 2006. (нім.)
17. ↑  «Classical Music in Luxembourg» [Архівовано 9 травня 2012 у Wayback Machine.], Information and Press Service of the Luxembourg Government. Retrieved 10 January 2011.
18. ↑  Institut Viti-Vinicole Grand Duché de Luxembourg: Geschichte [Архівовано 3 лютого 2011 у Wayback Machine.], accessed on April 1, 2008